# Nicola Forster

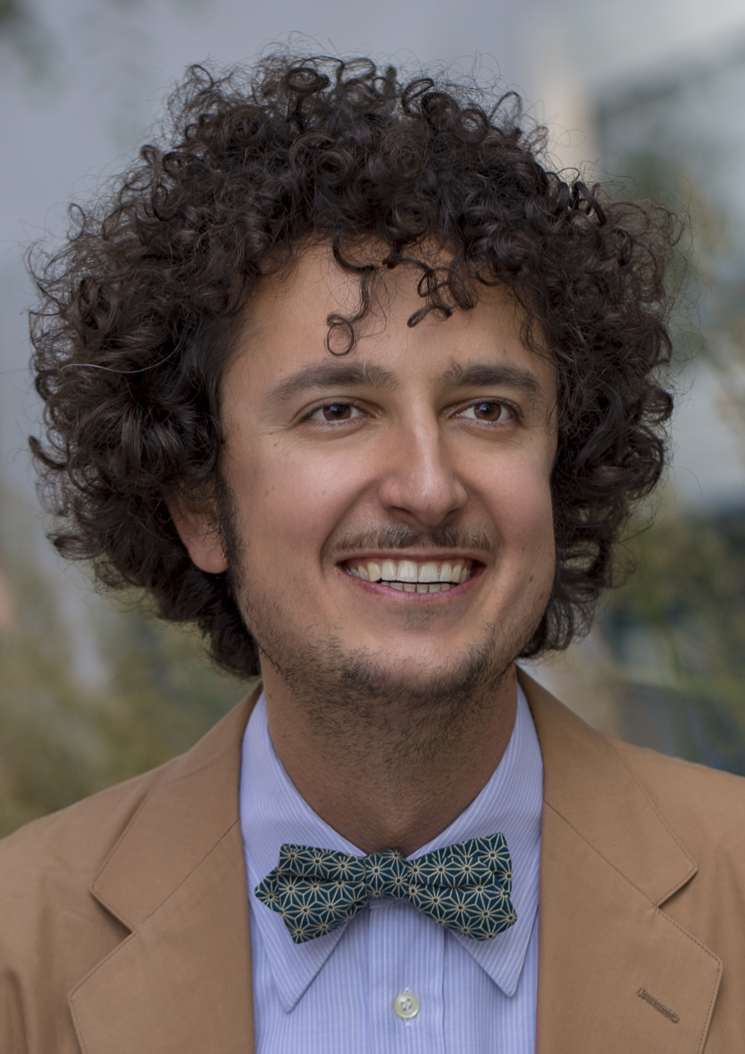
Nicola Forster (2018)

Nicola Forster  (* 29. März 1985) ist ein Schweizer Politiker und zivilgesellschaftlicher Unternehmer. Er war bis Juni 2024 Präsident der SGG und Ko-Präsident der GLP des Kantons Zürich.

## Biografie
Nicola Forster ist der älteste von drei Söhnen einer Primarlehrerin und des Schulpsychologen Jürg Forster. Seine Urgrossmutter Irma Schaichet kam als Konzertpianistin aus Ungarn, sein Urgrossvater Alexander Schaichet als Dirigent und Geiger aus Russland nach Zürich, wo er das Kammerorchester Zürich gründete. Nicola Forster studierte Jurisprudenz in Zürich, Lausanne und Montpellier.

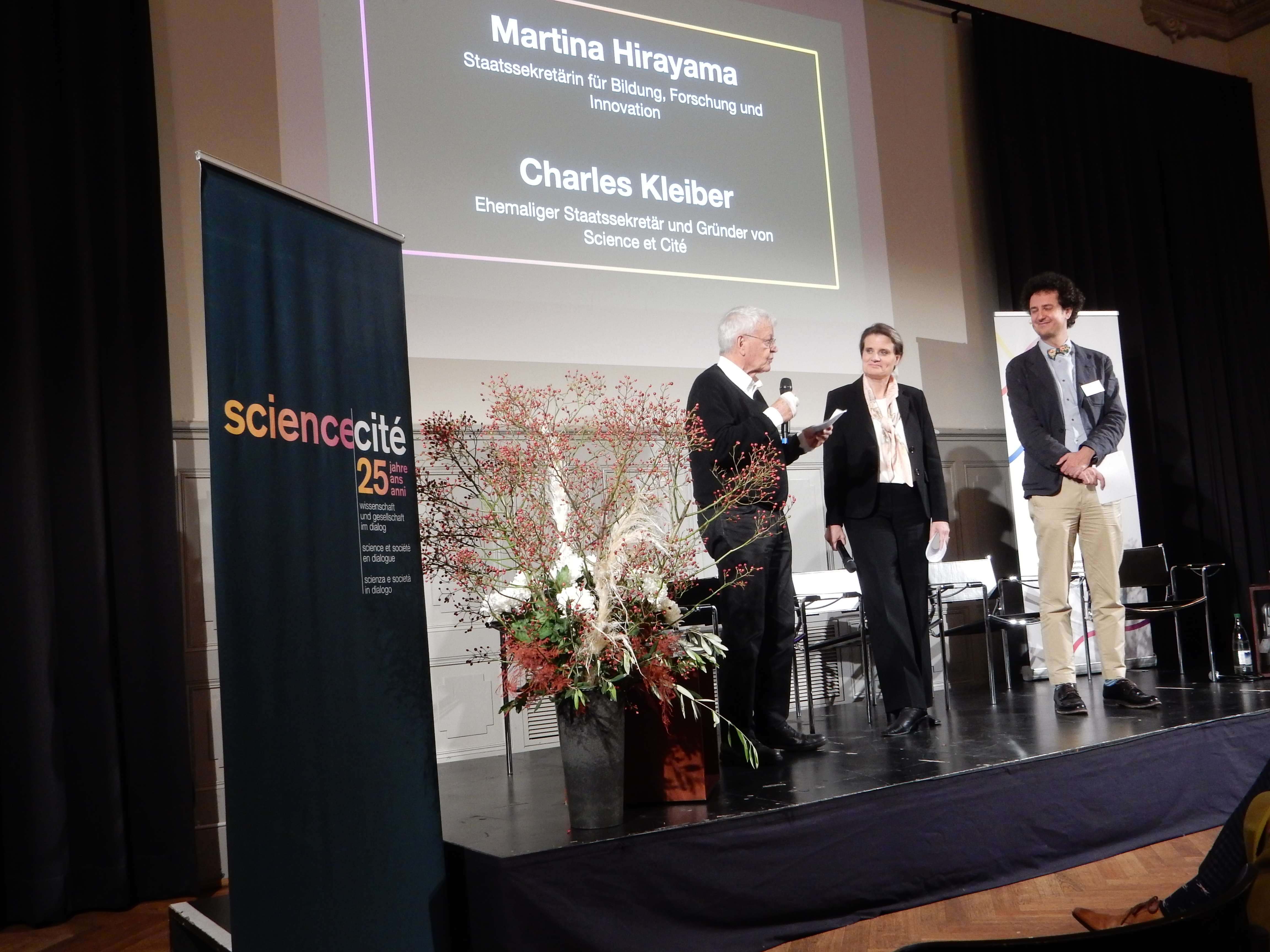
Als Präsident der Stiftung Science et Cité unterhielt sich Nicola Forster mit Staatssekretärin Martina Hirayama und deren Gründer Charles Kleiber (von rechts)

Vor seinem Studienabschluss leitete Forster die Jugendkampagne für die Osterweiterung der Personenfreizügigkeit mit der EU. Nach dem Studium gründete er 2009 den aussenpolitischen Thinktank foraus, den er 10 Jahre lang präsidierte. foraus hat rund 1000 freiwillige Mitarbeiter, fünfzehn Festangestellte und einen globalen Umsatz von 1,2 Millionen Franken. Neben den zwei Sitzen in Zürich und Genf gibt es Spin-offs in sieben Staaten.  2017 gehört er zu den Gründern des Staatslabors, das er präsidiert. Es stellt der öffentlichen Verwaltung neue Methoden und Techniken zur Verfügung. 2020 wählte die Schweizerische Gemeinnützige Gesellschaft (SGG) Forster zum Präsidenten, dieses Amt erfüllt er bis Juni 2024. Als neue thematische SGG-Schwerpunkte nennt er die Digitalisierung, den Klimawandel sowie die Weiterentwicklung der Demokratie.
Forster ist Gründungskurator der Global Shapers Bern des World Economic Forum, sowie seit 2018 Stiftungsratspräsident von Science et Cité. Er sitzt im Vorstand der Akademien der Wissenschaften Schweiz und ist Mitglied der vom Bundesrat ernannten Schweizerische UNESCO-Kommission.
Sein Haupterwerb sind Vorträge von TEDx, Firmenanlässe, Moderationen im In- und Ausland sowie die Beratung von Ministerien, Stiftungen und Thinktanks bei Bürgerbeteiligungsprojekten.

## Politik
Nachdem die SVP am 9. Februar 2014 ihre «Initiative gegen Masseneinwanderung» gegen bürgerliche und linke Parteien, Gewerkschaften und Wirtschaftsverbände gewann, gehörte Forster zu den Mitgründern der Bewegung Operation Libero. Am 20. November 2018 wurde Forster zusammen mit der Zürcher Gemeinderätin Corina Gredig von der Mitgliederversammlung einstimmig zum Ko-Präsidenten der Zürcher GLP-Kantonalpartei gewählt. Forster und Gredig führten die GLP im März 2019 zu einem Wahlsieg bei den Kantonsratswahlen und erklärten, im ersten Halbjahr 2019 sei die Mitgliederzahl um einen Viertel auf 1100 Personen angewachsen, die Zahl der Sympathisanten auf 2400.
Politisch sieht Forster die Gegensätze nicht mehr zwischen links und rechts, sondern zwischen «konservativ und progressiv», «zwischen Vertreterinnen einer wirtschaftlichen und gesellschaftlichen Öffnung sowie Vertretern einer wertkonservativen Haltung, die sich gegen technologische und internationale Veränderungen stellt». Das zeige sich etwa im Kampf der SP gegen das Rahmenabkommen zwischen der Schweiz und der EU, für das Nicola Forster bei Gegnern und Verbündeten wirbt. 2019 kandidierte Nicola Forster mit Unterstützung der Operation Libero als Kandidat der GLP für den Nationalrat und landete auf der ersten Position als Nachrücker.
2022 veröffentlichte Forster ein Europa-Buch gemeinsam mit dem deutschen CDU-Politiker Andreas Schwab, der im EU-Parlament die Delegation leitet, die für die Beziehungen zur Schweiz zuständig ist. Das Buch stellte er anlässlich eines Streitgesprächs mit Alt-Bundesrat und EU-Gegner Christoph Blocher vor.

## Veröffentlichungen
- mit Andreas Schwab: Schweiz und Europa. Eine politische Analyse, Verlag Herder, Freiburg im Breisgau, 2022, ISBN 978-3-451-82316-9.[38]

## Auszeichnungen
- 2019 Finalist[39] des Innovation in Politics Awards des the Innovation in Politics Institute.
- 2019 Digital Shapers 2019 der Bilanz[40], Kategorie Politicians & Administrators[41]
- 2018 Fellow of the Royal Society of Arts
- 2018 Swiss Leader der Schweizerischen Kaderorganisation SKO[42]
- 2016 Ashoka Fellow[43][44]
- 2013 Mercator Fellow[45]
- 2013 99 Foreign Policy Leaders under 33[46]